# Lanxoblatta emarginata
Lanxoblatta emarginata är en kackerlacksart som först beskrevs av Hermann Burmeister 1838.  Lanxoblatta emarginata ingår i släktet Lanxoblatta och familjen jättekackerlackor. Inga underarter finns listade i Catalogue of Life.